# Kelčany
Kelčany település Csehországban, Hodoníni járásban. Kelčany Vlkoš, Hýsly, Vracov, Žádovice és Kostelec településekkel határos. Lakosainak száma 244 fő (2024. január 1.).

## Népesség
A település lakosságának változását az alábbi diagram mutatja:
| Lakosok száma | 428  | 406  | 445  | 349  | 257  | 229  | 242  | 243  | 225  | 244  |
|               | 1869 | 1900 | 1921 | 1961 | 1980 | 2011 | 2016 | 2019 | 2021 | 2024 |